# Humanistdygnet
Humanistdygnet är ett kulturevenemang i Linköping i samarbete mellan Linköpings universitet, Östergötlands länsmuseum och Linköpings kommun. Arrangemanget hålls i huvudsak vart annat år, och ramar in utdelandet av Tage Danielsson-priset.

## Historik
Det första Humanistdygnet arrangerades i september 1985 och Tage Danielsson medverkade då med talet "Den akterseglade humanisten", som blev Danielssons sista offentliga framträdande innan han avled. Sedan 1990 delas Tage Danielsson-priset ut i samband med Humanistdygnet.
Det var under ett pågående evenemang under Humanistdygnet 20 september 1996 som en brand anlades i Stifts- och landsbiblioteket, varvid stora delar av det totalförstördes.
Under 2011 gick Humanistdynget under namnet Humanistdagen efter att ha haft ett flerårigt uppehåll. Två år senare användes det ursprungliga namnet Humanistdygnet igen.

## Omfattning
Humanistdygnet har varierat i storlek och omfattning mellan åren, med toppnoteringen 2004 då över 7 000 personer deltog i olika arrangemang. För att skapa finansiering och inramning till Tage Danielsson-priset har det under en period finansierats genom en särskild donation från Westman-Wernerska stiftelsen kallad Humaniststiftelsen.
Evenemangets utformning har varierat över tid, och bland tidigare medarrangörer kan bland annat nämnas Studentkåren vid Filosofiska Fakulteten vid Linköpings universitet, Linköpings stifts- och landsbibliotek, Linköpings domkyrkoförsamling och Östgöta Correspondenten.
Perioderna 2008–2011 och 2014–2019 har Humanistdygnets verksamhet upphört, men hittills återstartats igen med Linköpings universitet som aktiv part. 

## Humanistdygnets teman
Följande lista visar teman för Humanistdygnet åre 2000–2022 samt startåret 1985.
- 2022 – hölls den 17 september 2022, tema: Tid för nya tankar
- 2021 – Inställt på grund den pågående coronapandemin.[9]
- 2020 – Planerad återstart, som till sist ställdes in på grund av den pågående coronapandemin.[10]
- 2014–2019 – Uppehåll i verksamheten.
- 2013 – Homo ludens (Den lekande människan). Huvudtalare och årets pristagare: Sissela Kyle[2][5]
- 2011 – Nöjd? Ett samtal om vardagens val och dilemman [4]
- 2008 – Inställt.[11]
- 2006 – Makt och vanmakt [12]
- 2004 – Kroppen. Huvudtalare och årets pristagare: Viveca Lärn.[2][13]
- 2002 – Möten: krockar, kärlekar och konstigheter [14]
- 2000 – Det goda samtalet [15]
- 1985 – Människan, vetenskapen och makten. Medverkan av Tage Danielsson med talet ”Den akterseglade humanisten”.[10]